# Park Narodowy Dolomiti Bellunesi
Park Narodowy Dolomiti Bellunesi – park narodowy utworzony 12 lipca 1993, położony na północy Włoch w regionie Wenecja Euganejska w prowincji Belluno. Park zajmuje powierzchnię około 310 km².

## Geografia
Park leży w południowo-wschodniej części Alp, na obszarze gdzie odnotowano obecność lodowca około 10 000 do 12 000 lat temu. Obejmuje pasma górskie takie jak Vette di Feltre, Cimonega czy Schiara ze szczytami takimi jak Sass de Mura 2547 m n.p.m. czy Mt. Pavione 2335 m n.p.m.
Park leży na obszarach gmin: Belluno, Cesiomaggiore, Feltre, Forno di Zoldo, Gosaldo, La Valle Agordina, Longarone, Pedavena, Ponte Nelle Alpi, Rivamonte Agordino, San Gregorio Nelle Alpi, Santa Giustina, Sedico, Sospirolo oraz Sovramonte.
Na terenie parku znajdują się dwa sztuczne jeziora Mis i La Stua w Val Canzoi.

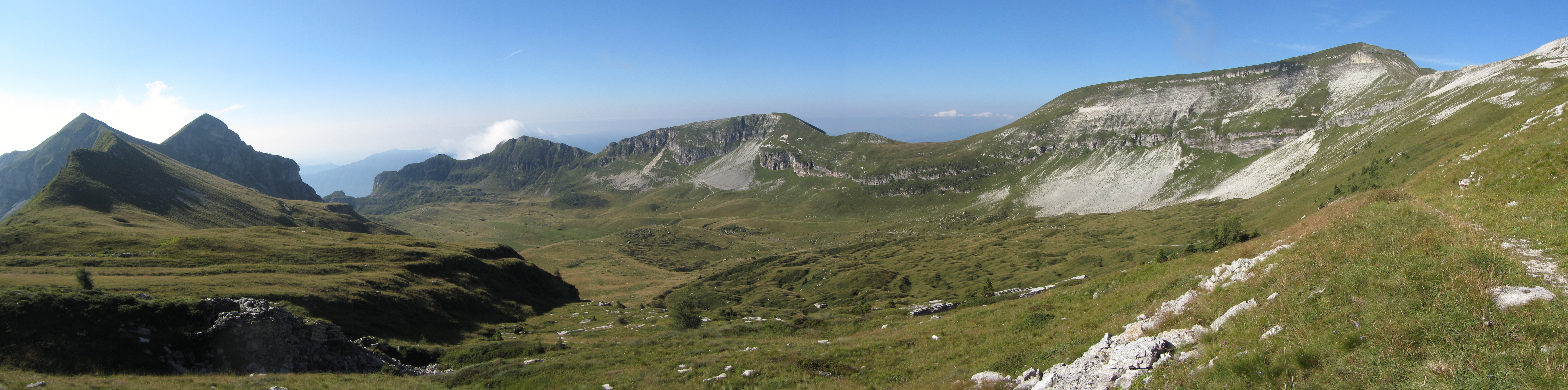
Widok na tereny parku.

## Flora i fauna
Bioróżnorodność roślin była głównym argumentem do stworzenia na tych terenach parku narodowego, które od XVIII wieku były już odwiedzane przez botaników. Wyróżniono około 1500 przykładów roślin naczyniowych i chociaż sam park nie może się pochwalić dużą liczba gatunków endemicznych jak w przypadku innych rejonów Alp, to jednak wiele gatunków występujących na jego obszarach jest rzadkich w tym: Delphinium dubium, Lilium carniolicum, zarzyczka górska, Astragalus sempervirens, Alyssum ovirense, Rhizobotrya alpina czy Campanula morettiana.
Z drzew należy wymienić dęby i graby (występujące do 1200 m n.p.m.) oraz buki, jodły, sosny czy modrzewie.
Park jest również domem dla wielu gatunków zwierząt w tym ssaków, ptaków (114 gatunków), gadów i płazów (około 20 gatunków) oraz owadów w tym blisko 100 gatunków motyli i 50 gatunków z rodziny biegaczowatych.
Z ssaków: kozice, których populacja wynosi od 2000 do 3000 sztuk, sarny, jelenie, zając bielak, lisy, borsuki, gronostaje, mustele, czy Martes. Z ptaków występujących w parku: głuszec zwyczajny, cietrzew zwyczajny, jarząbek zwyczajny, orzeł przedni, pomurnik, dzięcioł czarny czy pardwa górska.